# 사슬풀과
사슬풀과(Champiaceae)는 진정홍조강 분홍치목에 속하는 홍조류과의 하나이다. 전 세계 온대 및 열대 해역에 분포한다. 7속 73종으로 이루어져 있다. 넓은사슬풀(Champia expansa)과 참사슬풀(Champia parvula) 등을 포함하고 있다.

## 하위 속
- 사슬풀속 (Champia) - 45종
- Champiocolax - 2종
- Chylocladia - 11종
- Coelothrix - 2종
- Dictyothamnion - 유일종 D. saltatum
- 가스트로클로니움속 (Gastroclonium) - 11종
- Neogastroclonium - 유일종 N. subarticulatum